# ハル&ボンス
ハル&ボンス（英語：HAL&BONS）は、石井克人が監督を務めナイスの森が製作したCGアニメーション。映像レーベル「グラスホッパー」が2001年から2002年にかけてリリースした「Grashoppa!DVDマガジン」に収録された。2007年にはこの作品の二作目である『ニュー ハル&ボンス』と共にカートゥーンネットワークで放送された。

## 概要
不思議な餅の生物・もち君が、犬のハルとボンスにインタビュアーをしながらトークを繰り広げるという話。
ハルとボンスは血の繋がりはないが生活を共にしている。
まるで漫才をしているようなコミカルなトークと深夜に友達と雑談しているような、「ゆるい感じ」が特徴。
タイトルが「ハルボン」と略される場合もある。

## 声の出演
- もち君（声：三木俊一郎）

ある日突然ハルとボンスにインタビューをしにきた餅の生物。その後彼らの家へ居候することになる。普段は敬語で接することが多いが、タメ口になることもあり、怒ると言葉遣いが荒っぽくなったり、女（もち子）のようになることがある。一作目と二作目ではテンションの高さが違う。テンションがあがりエンジンがかかると、エアバイクのエンジンを噴かし「ブルンブルン」と言いながらカウチの上を走り回る。
- ボンス（声：轟木一騎）

とある銀河系にあるヒマ玉星でハルと同居している。声的に優しそうな性格に見えるが、根は意地悪。鼻の下が長くて耳が短く、いつも正面左側に座っている。もち君に’鼻の下伸び太郎’と呼ばれることがある。
- ハル（声：石井克人）

とある銀河系にあるヒマ玉星でボンスと同居している。三人の中では一番乗りが悪い。耳が長くたれていて、いつも正面右側に座っている。
このキャラの声を担当する、石井克人がこの作品の原作者であり、このアニメの監督と脚本も努めた。
ハルとボンスは、時々砂金を取って暮らしている。砂金を掘るのはビールのため。

## タイトル
ハル&ボンス
その1「もち君がやってきた」
その2「インタビューの続き」
その3「共同生活が始まった」
その4「大豆の秘密」
その5「おまけの回の巻」
ニュー ハル&ボンス
その1『本日はハラへってます』の巻　前半
その2『本日はハラへってます』の巻　後半
その3『もち君オンド』の巻　前半
その4『もち君オンド』の巻　後半
その5『宇宙のナゾ』の巻
その6『女にもてる方法』の巻
その7『キンチョーしない方法』の巻
その8『トライアングル』の巻
その9『エンターテイメント』の巻